# First Army (British Army)
La 1ª Armata (in inglese First Army) fu una armata dell'esercito britannico che fu attiva durante la prima e la seconda guerra mondiale. Pur essendo un'armata al comando britannico, essa venne composta in prevalenza da indiani e portoghesi durante la prima guerra mondiale e da americani e francesi durante la seconda.

## Storia

### La prima guerra mondiale
La First Army fece parte dell'esercito britannico durante la prima guerra mondiale, venendo formata il 26 dicembre 1914 quando le truppe inglesi della prima guerra mondiale vennero divise nella First Army al comando del Luogotenente Generale Sir Douglas Haig e la Second Army comandata da Horace Smith-Dorrien. La First Army includeva al proprio interno il I Corps, IV Corps e l'Indian Corps. La First Army ebbe numerose perdite partecipando alla battaglia del crinale di Vimy nel maggio 1916 ed a Fromelles il mese successivo. Dal 1917 la First Army incluse anche il Corpo Expedicionário Português. La First Army prese parte all'offensiva dei cento giorni nel 1918 che ricacciò i tedeschi entro i loro confini e pose virtualmente fine alla guerra.

#### Comandanti
- Luogotenente-Generale Sir Douglas Haig (1914–1915)
- Generale Sir Henry Rawlinson (1915–1916)
- Generale Sir Charles Monro (1916)
- Generale Sir Henry Horne (1916–1918)

### La seconda guerra mondiale
La Prima Armata prese parte anche alla seconda guerra mondiale. Essa venne formata al comando delle truppe inglesi ed americane per rinforzare l'invasione della Tunisia da parte degli alleati e partecipò pertanto allo sbarco dell'Operazione Torch in Marocco ed Algeria l'8 novembre 1942 e venne comandata durante tutto il periodo dal Luogotenente-Generale Sir Kenneth Anderson. Il quartier generale della First Army venne reso attivo formalmente dal 9 novembre 1942 quando Anderson giunse ad Algeri per assumere il comando delle forze.
Essa era inizialmente composta solo da forze inglesi ed americane. Dopo la resa delle forze francesi a seguito dell'abrogazione dell'armistizio di Compiègne con la Repubblica di Vichy, anche unità francesi vennero aggiunte al gruppo. La First Army era composta in questo periodo dal U.S. II Corps, dal British V Corps, dal British IX Corps e dal French XIX Corps.
Dopo lo sbarco, le forze di Anderson si spostarono verso est per prendere Tunisi e Bizerte alle forze tedesche che qui si trovavano in gran numero. L'operazione fallì. Dopo il fallimento, vi fu un periodo di raggruppamento e consolidamento delle forze. La Eighth Army si avvicinò quindi al confine tunisino da est seguendo le forze di Erwin Rommel dopo El Alamein, preparando così alla First Army nuovi scontri; nel febbraio 1943 entrambe le armate furono sottoposte al controllo del 18th Army Group del generale Harold Alexander.
Supportata da elementi del XII Tactical Air Command e del No. 242 Group RAF, la First Army compose l'offensiva finale che concluse la Campagna di Tunisia e la fine dell'occupazione delle forze dell'Asse nel Nord Africa. La vittoria venne ottenuta nel maggio 1943. Poco dopo la vittoria, la First Army venne sciolta avendo assolto al proprio compito.